# العجرف (قرية)
العجرف هي إحدى القرى الواقعة تحت السيادة السورية, التابعة لمركز خان أرنبة التابع لمحافظة القنيطرة في هضبة الجولان بجنوب غرب سوريا.
العجرف: هي قرية في الجمهورية العربية السورية وتقع تحديدا في محافظة القنيطرة وهي حاليا في القسم المحرر، تتبع من الناحية الإدارية لناحية خان أرنبة.
الموقع: تقع العجرف شرقي مدينة القنيطرة بـ 5 كم متر وجنوب خان ارنبة بحوالي 6 كم.
يحدها من الجنوب قرية المشيرفة وقرية أم باطنة ومن الغرب يحدها سد المنطرة الذي تم إنشاءه حديثا.
ويحدها من الشمال والشمال الغربي قريتي الصمدانية الشرقية والغربية. ويحدها من الشرق قرية جبا.
يبلغ عدد سكان العجرف حوالي الألف نسمة، ويعيش قسم منهم في ريف دمشق والقسم الآخر في قرية كودنة، كما ويعش البعض من أبناء القرية في الخليج العربي منذ زمن ويحملون جنسيات عربية أخرى غير الجنسية السورية.
يوجد في القرية مسجد ومدرسة ابتدائية وهي تابعة لبلدية أم باطنة.
يعمل سكان القرية بمهن مختلفة كالزراعة وتربية الأبقار إضافة إلى مهن أخرى.